# عوض الحصيني
محمود عوض سريس الحصيني (مواليد 15 فبراير 1967) عداء أردني للمسافات الطويلة. تنافس في سباق 5000 متر رجال في الألعاب الأولمبية الصيفة 1992.  أفضل أرقامه في سباقات 5000 متر حقق زمناً قدره 14:38.15 (1995)؛ وفي سباقات 10000 حقق زمناً قدره 29:24.35 (1994).